# ديفيد في. جينينغز
ديفيد في. جينينغز هو سياسي أمريكي، ولد في 1887، وتوفي في 27 نوفمبر 1970. نشط حزبياً في الحزب الديمقراطي. وقد انتخب عضو جمعية ولاية ويسكونسن ‏ وانتخب عضو مجلس ولاية ويسكونسن ‏.